# حبیب برجیان

حبیب برجیان

حبیب برجیان ایران‌شناس و متخصص در تاریخ زبان‌های ایرانی است. او استاد دانشگاه راتگرز، دانشگاه ایالتی نیوجرسی در ایالات متحدهٔ آمریکا است.
او از اعضای هیئت ویراستاری دانشنامهٔ ایرانیکا است و در زمان حیات احسان یارشاطر دستیار وی بود. برجیان تحصیلات آکادمیک خود را در رشته‌های مهندسی و علوم انسانی گذراند و در هر دو زمینه تدریس کرد و آثاری را منتشر کرد. او همزمان با تکمیل تحصیلات فوق‌دکترایش در مکانیک جامدات، درس‌های کارشناسی را در زمینهٔ مطالعات خاور نزدیک و آسیای میانه در دانشگاه کلمبیا گذراند. او مطالعات زبان‌های ایرانی را در دانشگاه کلمبیا، دانشگاه تهران و دانشگاه دولتی ایروان گذراند که در نهایت موفق به کسب مدرک دکتری شد.
در حال حاضر برجیان پژوهشگر مدعو در راتگرز دانشگاه ایالتی نیوجرسی است. او عضو هیئت تحریریه مجله پژوهشنامهٔ ایران باستان است.

## پژوهش
مطالعات برجیان چند زمینهٔ ایرانشناسی را در بر می‌گیرد. از آن جمله است تاریخ آسیای مرکزی به‌ویژه تاجیکستان، و تاریخ اقوام ایرانی زبان در استپ‌های اوراسیا، ازجمله سکاها، سرمت‌ها، آلان‌ها، و آسی‌ها. در زمینهٔ جغرافیای تاریخی نواحی مختلف فلات ایران تا کنون چندین مقاله از او منتشر شده است.
زمینهٔ پژوهش‌های اخیر برجیان گردآوری زبان‌های ایرانی و مطالعهٔ آنها در بستر تحول تاریخی زبان است. تا کنون چند کتاب و ده‌ها مقاله به زبان‌های فارسی و انگلیسی در نشریات و دانشنامه‌ها، ازجمله دانشنامهٔ ایرانیکا، از او منتشر شده است. دامنهٔ این مطالعات، زبان‌های مادی، خزری، تاتی، کُردی، بلوچی، سمنانی، لری، بشکردی، لارستانی، گروه زبان‌های فارس، گروه زبان‌های پامیر، و نیز گویش‌های زبان فارسی را در بر می‌گیرد. چند مقاله او از انگلیسی به زبان‌های روسی، فارسی، ارمنی، و چکی ترجمه شده است.
برجیان پژوهشگر مرکز ایرانشناسی دانشگاه کلمبیا، عضو هیئت‌مدیرهٔ پروژهٔ زبان‌های در معرض خطر در نیویورک، و مدیر بخش خاور نزدیک در پروژه زبان‌های در معرض خطر (طرح مشترک گوگل و دانشگاه هاوایی) بوده است. تحقیقات فعلی او متمرکز بر مستندسازی زبان‌های «در خطر نابودی» است.

## کتابشناسی (گزیده)
- کتابت زبان‌های ایرانی، تهران: سروش، ۱۳۷۹.
- متون طبری، تهران: میراث مکتوب، ۱۳۸۸.
- گنجینهٔ گویش‌های استان اصفهان، تهران: فرهنگستان زبان و ادب فارسی، ۱۳۹۴.
- فصل‌های «آریاییان عصر مفرغ»، «ایرانیان استپ‌های شمالی»، «سکاها»، «سرمت‌ها»، و «آلان‌ها» در جلدهای یکم و دوم از بخش «ایران باستان» کتاب تاریخ جامع ایران.[۸]
- «ترکیب قومیِ قفقاز»، حبیب برجیان، فصلنامهٔ ایران‌شناخت، پاییز ۱۳۷۷، شمارهٔ ۱۰، صص ۲۰۶–۲۴۱.
- «زمین‌لرزه در پندار و اندیشهٔ ایرانی»، نامهٔ فرهنگستان، سال ۸، شمارهٔ ۴، صص ۶–۲۵.
- برجیان، حبیب، «لرزه‌خیزی و زلزله در آسیای مرکزی»، نامهٔ فرهنگستان علوم، شمارهٔ ۶ و ۷، ۱۳۷۶، صص ۱۷۹–۲۰۰.

- Is there Continuity between Persian and Caspian? Linguistic Relationships in South-Central Alborz, American Oriental Society, New Haven, 2013
- The Raji Dialect of Jowshaqan, Munich: LINCOM Europa, 2013.
- Meyma’i. A Central Iranian Plateau Dialect, Munich: LINCOM Europa," 2012.
- "Kerman Languages" in Encyclopædia Iranica, Vol. 16, Fasc. 3, 2017 pp. 301-315.
- "Median Dialects of Kashan" Encyclopædia Iranica, Vol. 16, Fasc. 1, pp. 38-48.
- “Kermanshah. Languages and Dialects”, Encyclopædia Iranica vol. 16, fasc. 3, 2017, pp. 324-329.
- "Isfahan. Geography of the Median Dialects of Isfahan Province", Encyclopædia Iranica, Vol. 14, Fasc. 1, 2007, pp. 84-93.
- "Jarquya" in Encyclopædia Iranica, Vol. XIV, Fasc. 6, pp. 582-588.
- “Yushij: A Dialect of Central Alborz,” Persica 24, 2013, pp. 127-153.
- “Judeo-Iranian Languages,” in Lily Kahn and Aaron D. Rubin, eds. , A Handbook of Jewish Languages, Leiden and Boston: Brill, 2015, pp. 234-295.
- “The Caspian Language of Šahmirzād”, Journal of the American Oriental Society 139/2, 2019.
- “The Balochi Dialect of the Korosh,” Acta Orientalia 67/4, 2014.
- “Perso-Tabaric Dialects in the Language Transition Zone Bordering Mazandaran,” Studia Iranica 42/2, 2013, pp. 195-225.
- “The Tabaroid Dialects of South-Central Alborz,” Acta Orientalia Academiae Scientiarum Hungarica 66/4, 2013, pp. 427-441.
- “The Dialects of he Upper Karaj Valley in the Caspian-Persian Transition Zone,” Journal of the Royal Asiatic Society 22/2, 2012.
- “Plights of Persian in the Modernization Era,” in Joshua A. Fishman and Ofelia García, eds. , Handbook of Language and Ethnic Identity, Oxford University Press, Oxford, 2011-
- “Median Succumbs to Persian after Three Millennia of Coexistence: Language Shift in the Central Iranian Plateau,” Journal of Persianate Societies 2/1, 2009.
- “The Extinct Language of Gurgan,” Journal of the American Oriental Society 128/4, 2008.
- “The Dialect of Khur,” in Mélanges d’ethnographie et de dialectologie irano-aryennes à la mémoire de Charles-Martin Kieffer, Paris, 2018.
- "Talish: people and language: The state of research". Iran and the Caucasus 9/1, 2005, pp. 43-72.
- “The Language of the Kharg Island,” Journal of the Royal Asiatic Society, 29.4 (2019), pp. 659-682.
- “Two Mazandarani Texts from the Nineteenth Century,” Studia Iranica 37/1, 2008, pp. 7-50.
- “Mazandaran: Language and People: The State of Research,” Iran and the Caucasus 8/2, 2004, pp. 289-328.
- “Judeo-Kashani: A Central Iranian Plateau Dialect,” Journal of the American Oriental Society 132/1, 2012, pp. 1-22.
- “The Dialect of Kuhpâya,” Studia Iranica 40/1, 2011, pp. 7-68.
- “The Caspian Dialect of Māhā,” Studia Iranica 47/2, 2018, pp. 7-26.
- “Tabarica II: Some Mazandarani Verbs,” Iran and the Caucasus 12/1, 2008, pp. 73-82.
- “Juhuri: from the Caucasus to New York City” (with Daniel Kaufman), in Maryam Borjian and Charles Häberl, eds. , Special Issue: Middle Eastern Languages in Diasporic USA communities, in International Journal of Sociology of Language, issue 237, Jan. 2016, pp. 51-74.
- “The Komisenian Dialect of Aftar,” Archiv Orientální 76/3, 2008, pp. 379-416.
- “The Last Galesh Herdsman: Ethno-Linguistic Materials from South Caspian Rainforests. ” (with Maryam Borjian) Iranian Studies 41/3, 2008, pp. 365-402.
- Essays on Three Iranian Language Groups: Taleqani, Biabanaki, Komisenian, New Haven: American Oriental Society, 2021.
- “Gurughli: The Tajik Versions of the Epic of Köroğlu,” Journal of Iranian Studies, 2025:1-29. doi:10.1017/irn.2024.48.
- “Khordadgan in Jarquya, Journal of Iranian Studies, 2025.
- “Persian words in the Hexaglot Rasuli dictionary,” Pazhuheshha-ye Iranshenasi 23, ed. M. Afshin-Vafai and P. Firoozbakhsh, Tehran: Afshar Endowments, 2024, pp. 153-192.
- “Judeo-Persian Texts from Bukhara,” in The Handbook of Persian Dialects and Dialectology, Berlin: Springer, 2024.
- “Distinctive Features of the Tajik dialect of Kulāb,” Nartamongæ 19, 2024, pp. 193-212.
- “The Khonji Dialect of Lārestān”, Journal of Iranian Linguistics 1/1, 2024, pp. 90-117.
- "Kermāšāni: The Kurdish Dialect of Kermanshah," WORD 70/3, 2024, pp. 199-240.
- (coauthor: Maryam Borjian) “At the Crossroads: The Caspian Languages through a Sociolinguistic Lens,” Iranian and Minority Languages at Home and in Diaspora, ed. Anousha Sedighi, Berlin/Boston: De Gruyter Mouton, 2023, pp. 9-36.
- (coauthors: Ross Perlin, Daniel Kaufman, Habib Borjian, Husnia Khujamyrova), “Wakhi in New York: Multilingualism and language contact in a Pamiri diaspora community,” Iranian and Minority Languages at Home and in Diaspora, ed. Anousha Sedighi, Berlin/Boston: De Gruyter Mouton, 2023, pp. 273-303.
- “Dehnamaki: a newly found Komisenian Variety,” Pažuhešhā-ye zabāni-adabi-e Qafqāz o Kāspian / Literary and Linguistic Studies of the Caucasus and Caspian 3/2, ser. no. 8, 2022, pp. 61-96.
- “The Caspian Language of Tonekābon”, Studia Iranica 51/1, 2022, pp. 7-49.
- (coauthor: A. Qorbanian) “Linguistic contact between Persian and Median in the Mārbin district of Isfahan” (in Persian), in Ali-Akbar Ahmadi Darani and Golpar Nasri, Nāma-ye Sorushyār (Memorial Volume), Qom: Adabiyat, 2022, pp. 815-862.
- “Zabān-e matruk-e Gorgān: dastur, rada, tabār (The Extinct Language of Gurgan: Grammar, Typology, Diachrony),” Pažuhešhā-ye zabāni-adabi-e Qafqāz o Kāspian / Штудии по кавказско-каспийской словесности / Literary and Linguistic Studies of the Caucasus and Caspian 2/2, 2021, pp. 61-96.
- “Thavvolāt-e tārixi-e zabān-e tabari (Historical development of the Tabari language), Штудии по кавказско-каспийской словесности/ Literary and Linguistic Studies of the Caucasus and Caspian 2/1, 2021, pp. 13-35.